# ワジ・ラバ
ワジ・ラバ(英語: Wadi Laba River)はエリトリアのワジ（涸れ谷）。季節により増水する。川はマッサワの北方で紅海に流れ込む。 流れは途中で別の涸れ谷、ウォリコ川と合流する。